# The Girl at the Lodge
The Girl at the Lodge è un cortometraggio muto del 1912 diretto da Bert Haldane.

## Trama
Scriteriata e illusa, una ragazza di campagna scappa da casa per andarsene in città con un mascalzone. Sarà ritrovata e salvata dal padre e dal suo innamorato, un giovane poliziotto.

## Produzione
Il film fu prodotto dalla Hepworth.

## Distribuzione
Distribuito dalla Hepworth, il film - un cortometraggio di 206 metri - uscì nelle sale cinematografiche britanniche nel gennaio 1912.